# Ангарський сільський округ
Анга́рський сільський округ (каз. Аңғар ауылдық округі, рос. Ангарский сельский округ) — адміністративна одиниця у складі Аркалицької міської адміністрації Костанайської області Казахстану. Адміністративний центр та єдиний населений пункт — село Ангарське.
Населення — 379 осіб (2021; 455 у 2009, 756 у 1999, 1150 у 1989).

## Історія
Станом на 1989 рік існувала Ангарська сільська рада (села Аксай, Ангарське) Аркалицького району.

## Склад
До складу округу входять такі населені пункти:
| Населений пункт | Старі назви | Населення, осіб (1989) | Населення, осіб (1999) | Населення, осіб (2009) | Населення, осіб (2021) |
| --------------- | ----------- | ---------------------- | ---------------------- | ---------------------- | ---------------------- |
| Аксай, село     | -           | 4                      | -                      | -                      | -                      |
| Ангарське, село | -           | 1146                   | 756                    | 455                    | 379                    |